# Rocznik Augustowsko-Suwalski
Rocznik Augustowsko-Suwalski – regionalne czasopismo naukowe wydawane przez Augustowsko-Suwalskie Towarzystwo Naukowe przy współpracy z Muzeum Okręgowym w Suwałkach i Archiwum Państwowym w Suwałkach. 
Pierwszy numer ukazał się w roku 2001. W czasopiśmie dominuje tematyka historyczna i archeologiczna, związana głównie z dziejami Suwalszczyzny. Publikowane są także artykuły dotyczące środowiska naturalnego regionu, zwłaszcza Wigierskiego Parku Narodowego. W niektórych tomach publikowane są materiały z konferencji naukowych.
Czasopismo jest również dostępne w wersji on-line.